# PJBlog
PJBlog是由中國網友舜子（PuterJam）所開發的一套ASP开源独立中文網誌系統。相較於其他系統，PJBlog具有相當高的運作效能以及更新率，也支援目前Blog所使用的新技術。另外，PJBlog同时支持繁体中文，繁化及有關繁體中文優化工作由台灣網友「好手」 (現為硬是要學網站共同創辦人) 協力。
目前PJBlog版本為PJBlog3 v3.2.9.518(2011-11-11)。

## 系统配置
- 服务器：Windows 2000及IIS5.0以上，需要ADO数据库、FSO、XMLDOM、ADODB.stream、VBScript 5.6以上脚本解释器等系统组件支持。
- 客户端：支持IE6.0及以上版本、Mozilla FireFox 1.0及以上版本、Opera 8及以上版本、Safari。客户端需要JavaScript脚本支持。原則上只要支援W3C網頁標準的瀏覽器皆能正確瀏覽。

## 主要功能和特点
1. 多浏览器相容，能夠相容IE、Firefox、Safari等主流浏览器；
2. 功能强大的文章编辑器，同时兼容两种编辑方式，在线编辑器采用FCKEditor；
3. PJBlog2采用的UBB编辑器由Blog作者独立开发，支持自定义面板和CSS，內建HTML转换UBB代码功能；
4. 自定义模块，可以自己修改页面上的的布局。可以让不懂制作网页的用户也能自己增加和修改页面上的版块；
5. 自定义Skin功能，随时可以给自己的Blog换上新的CSS样式界面；
6. 自定义分类，可以同时定制外部链接分类和Blog内置分类，可以自定义分类显示的位置，由用户自己定义顶部导航条和侧边导航条；
7. 权限分组，管理员还可以对每个分组成员指定上传文件的权限等等；
8. Blog数据采用缓存方式保存，减轻服务器负担和增加运行速度；
9. 用户密码用SHA1算法加密；